# Елмвуд Парк (Илиноис)
Елмвуд Парк (енгл. Elmwood Park) град је у америчкој савезној држави Илиноис.

## Демографија
По попису из 2010. године број становника је 24.883, што је 522 (-2,1%) становника мање него 2000. године.
| Група             | 2000.          | 2010.          |
| Белци             | 21.490 (84,6%) | 17.929 (72,1%) |
| Афроамериканци    | 132 (0,5%)     | 481 (1,9%)     |
| Азијати           | 530 (2,1%)     | 579 (2,3%)     |
| Хиспаноамериканци | 2.798 (11,0%)  | 5.729 (23,0%)  |
| Укупно            | 25.405         | 24.883         |